# Didmarton
Didmarton is een civil parish in het bestuurlijke gebied Cotswold, in het Engelse graafschap Gloucestershire.